# Тимянка (Мазовецьке воєводство)
Тимянка (пол. Tymianka) — село в Польщі, у гміні Котунь Седлецького повіту Мазовецького воєводства.
Населення — 32 особи (2011).
У 1975—1998 роках село належало до Седлецького воєводства.

## Демографія
Демографічна структура станом на 31 березня 2011 року:
|          | Загалом | Допрацездатний вік | Працездатний вік | Постпрацездатний вік |
| -------- | ------- | ------------------ | ---------------- | -------------------- |
| Чоловіки | 14      | 3                  | 8                | 3                    |
| Жінки    | 18      | 6                  | 7                | 5                    |
| Разом    | 32      | 9                  | 15               | 8                    |